# La Biolle
La Biolle település Franciaországban, Savoie megyében. Lakosainak száma 2922 fő (2022. január 1.). La Biolle Entrelacs, Brison-Saint-Innocent és Grésy-sur-Aix községekkel határos.

## Népesség
A település népességének változása:
| Lakosok száma | 860  | 2229 | 2367 | 2505 | 2578 | 2699 | 2781 | 2867 | 2896 | 2922 |
|               | 1962 | 2013 | 2015 | 2016 | 2017 | 2018 | 2019 | 2020 | 2021 | 2022 |